# Daniel Petrie
 (novembre 2015).
Si vous disposez d'ouvrages ou d'articles de référence ou si vous connaissez des sites web de qualité traitant du thème abordé ici, merci de compléter l'article en donnant les références utiles à sa vérifiabilité et en les liant à la section « Notes et références ».
Pour les articles homonymes, voir Petrie.
Daniel Petrie est un réalisateur, scénariste et producteur canadien né le 26 novembre 1920 à Glace Bay (Nouvelle-Écosse) et mort le 22 août 2004 à Los Angeles (Californie).
Il est le père du réalisateur Donald Petrie, né en 1954.

## Filmographie

### Réalisateur

#### Cinéma
- 1960 : Le Buisson ardent (The Bramble Bush)
- 1961 : Un raisin au soleil (A Raisin in the Sun)
- 1962 : Guitares et bagarres (The Main Attraction)
- 1963 : Les Heures brèves (Stolen Hours)
- 1966 : Jeunes gens en colère (The Idol)
- 1966 : Un micro dans le nez (The Spy with a Cold Nose)
- 1973 : Odyssée sous la mer (The Neptune Factor)
- 1974 : Buster and Billie
- 1974 : Pris au piège (Mousey)
- 1976 : L'Adam de la mer (Lifeguard)
- 1978 : Betsy
- 1980 : Resurrection
- 1981 : Le Policeman (Fort Apache the Bronx)
- 1982 : Six-Pack
- 1984 : Un printemps sous la neige (The Bay Boy) - également scénariste
- 1987 : Square Dance - également producteur
- 1988 : Rocket Gibraltar
- 1988 : Cocoon, le retour (Cocoon: The Return)
- 1994 : Lassie : Des amis pour la vie (Lassie : Best Friends Are Forever)
- 1997 : The Assistant - également scénariste et producteur

#### Télévision
- 1948 : Studio One (série)
- 1949 : Studs' Place (série) - également producteur
- 1953 : The Revlon Mirror Theater (série)
- 1955 : Joe and Mabel (série)
- 1959 : The Play of the Week (en)
- 1962 : The Nurses (série)
- 1963 : East Side/West Side (série)
- 1965 : Seaway (en) (série)
- 1967 : L'Homme de fer (série)
- 1968 : Les Règles du jeu (The Name of the Game) (série)
- 1968 : Strange Report (série)
- 1969 : Silent Night, Lonely Night (téléfilm)
- 1969 : Docteur Marcus Welby (Marcus Welby, M.D.) (série)
- 1971 : Big Fish, Little Fish
- 1971 : The City
- 1971 : L'Homme de la cité (The Man and the City) (série)
- 1971 : McMillan (série)
- 1971 : Les Hurlements de la forêt (A Howling in the Woods)
- 1972 : Banyon (série)
- 1972 : Moon of the Wolf
- 1972 : Hec Ramsey (série)
- 1973 : Trouble Comes to Town
- 1974 : The Gun and the Pulpit
- 1975 : Returning Home
- 1976 : Eleanor and Franklin
- 1976 : Harry S. Truman: Plain Speaking
- 1976 : Sybil
- 1977 : Eleanor and Franklin: The White House Years (en)
- 1977 : The Quinns
- 1984 : Les Poupées de l'espoir (The Dollmaker)
- 1985 : The Execution of Raymond Graham
- 1986 : Half a Lifetime
- 1989 : Dans l'enfer de l'alcool (My Name Is Bill W.)
- 1991 : The Hidden Room (série)
- 1991 : Mark Twain and Me - également producteur
- 1992 : A Town Torn Apart - également producteur
- 1994 : Lassie des amis pour la vie (Lassie)
- 1995 : Kissinger and Nixon
- 1996 : Calm at Sunset - également producteur
- 1998 : Monday After the Miracle
- 1999 : La Terre des passions (Seasons of Love)
- 1999 : Inherit the Wind
- 2001 : Walter and Henry
- 2001 : Wild Iris

### Acteur
- 1982 : Six-Pack : l'homme à la benne à ordures
- 1985 : Série noire pour une nuit blanche (Into the Night) de John Landis : le réalisateur

## Distinctions
- Prix Génie 1985 : Meilleur film pour Un printemps sous la neige.